# The Passage (serie de televisión)
The Passage (El pasaje en Latinoamérica) es una serie de televisión estadounidense de drama basada en la serie de libros del mismo nombre que se estrenó el 14 de enero de 2019.

## Sinopsis
The Passage es una serie de suspense épico impulsado por personajes de una instalación médica secreta del gobierno que experimenta con un virus peligroso que podría curar todas las enfermedades o causar la caída de la raza humana. La serie se centra en una niña de 10 años llamada Amy Bellafonte, que es elegida para ser un sujeto de prueba para este experimento y Brad Wolgast, un agente federal que se convierte en su padre sustituto mientras trata de protegerla.

## Elenco
- Mark-Paul Gosselaar como Brad Wolgast[3]
- Saniyya Sidney como Amy Bellafonte[3]
- Jamie McShane como Tim Fanning[4]
- Caroline Chikezie como Nichole Sykes[4]
- Emmanuelle Chriqui como Dra. Lila Kyle[5]
- Brianne Howey como Shauna Babcock[3]
- McKinley Belcher III como Anthony Carter
- Henry Ian Cusick como Dr. Jonas Lear
- Vincent Piazza como Clark Richards[6]

## Episodios
| N.º | Título                                       | Dirigido por                | Escrito por                    | Fecha de emisión original | Código de prod. | Audiencia (millones) |
| --- | -------------------------------------------- | --------------------------- | ------------------------------ | ------------------------- | --------------- | -------------------- |
| 1 | «Pilot»                                      | Jason Ensler & Marcos Siega | Liz Heldens                    | 14 de enero de 2019       | 1LAK01          | 5.23                 |
| Cuando una inminente epidemia de gripe amenaza a los EE. UU., el agente federal Brad Wolgast es el encargado de recoger al último sujeto de prueba elegido para un experimento, una niña de diez años, Amy Bellafonte. Pero, después de conocer a Amy, las lealtades de Brad al Proyecto NOAH se ponen a prueba y, en última instancia, decide protegerla a toda costa. |                                              |                             |                                |                           |                 |                      |
| 2 | «You Owe Me a Unicorn»                       | Jason Ensler                | Liz Heldens                    | 21 de enero de 2019       | 1LAK02          | 4.23                 |
| Un herido Brad, y Amy continúan huyendo de Richard e intentan buscar refugio con el elusivo y exinstructor militar de Brad, mientras que Lila intenta ayudar a distancia. Mientras, en el Proyecto NOAH, el Dr. Lear reflexiona sobre las decisiones que lo obligaron a involucrar a Fanning en su investigación, y comienza la prueba del virus en Anthony Carter, a medida que se propaga la epidemia en China y se intensifica lla búsqueda de una cura.                                                   |                                              |                             |                                |                           |                 |                      |
| 3 | «That Never Should Have Happened To You»     | Jason Ensler                | Peter Elkoff                   | 28 de enero de 2019       | 1LAK03          | 3.95                 |
| Después de ser llevado ante el Proyecto NOAH, Brad hace un trato con Sykes y Richards para quedarse con Amy hasta que comience la prueba del virus en ella. A su vez, en el 4B, Richards toma una decisión sobre Babcock que lo lleva a saber cómo terminó en el corredor de la muerte. |                                              |                             |                                |                           |                 |                      |
| 4 | «Whose Blood is That?»                       | Allison Liddi-Brown         | Daniel Thomsen                 | 4 de febrero de 2019      | 1LAK04          | 3.80                 |
| En un intento de proteger a Amy, Wolgast convence a Sykes y Lear para que los dejen salir de las instalaciones para hacer ejercicio. Unos emotivos flashbacks revelan la vida de Carter y lo le que condujo hasta su sentencia al corredor de la muerte, mientras, Fanning aumenta el control sobre los que se mantienen dentro del Proyecto NOAH. Por otro lado, los virales ganan poder sobre el personal de la instalación, lo que lleva a Richards y Wolgast a unirse para derribar a un soldado rebelde. |                                              |                             |                                |                           |                 |                      |
| 5 | «How You Gonna Outrun The End of The World?» | Jeffrey Nachmanoff          | Joy Blake                      | 11 de febrero de 2019     | 1LAK05          | 3.66                 |
| Brad y Amy planean su huida con un cómplice inesperado cuando un oficial de alto rango llega repentinamente al Proyecto NOAH; Sykes y Richards comienzan a cuestionarse los motivos de cada uno. |                                              |                             |                                |                           |                 |                      |
| 6 | «I Want To Know What You Taste Like»         | Jessica Lowrey              | Dennis Saldua                  | 18 de febrero de 2019     | 1LAK06          | 3.51                 |
| Las tensiones aumentan cuando un virus anda suelto fuera del Proyecto NOAH; Guilder y Richards se apresuran a movilizar a un grupo de búsqueda. Amy se ofrece voluntariamente para ayudar, a pesar de la opinión de Brad. Mientras, Lear intenta ayudar a una lúcida Elizabeth a comprender las decisiones tan complicadas que ha tomado en NOAH, y se revela una conexión sorprendente entre Sykes y Babcock.                                                                                                |                                              |                             |                                |                           |                 |                      |
| 7 | «You Are Like The Sun»                       | Eduardo Sánchez             | Kate Erickson                  | 25 de febrero de 2019     | 1LAK07          | 3.30                 |
| Brad y Lila repasan su historia juntos mientras planean salvar a Amy. El Secretario de Defensa le da a Horace Guilder plena autoridad sobre el Proyecto NOAH, dejando a Sykes y Richards aterrorizados por lo que su plan de ataque podría implicar. A su vez, el vínculo entre Amy y Carter es más fuerte que nunca, mientras la prepara para el gran plan de Fanning, y Lear lucha para ayudar a Elizabeth antes de que sea demasiado tarde.                                                                |                                              |                             |                                |                           |                 |                      |
| 8 | «You Are Not That Girl Anymore»              | Ti West                     | Peter Elkoff & C.A. Johnson    | 4 de marzo de 2019        | 1LAK08          | 3.38                 |
| 9 | «Stay in The Light»                          | Jason Ensler                | Daniel Thomsen & Vanessa Gomez | 11 de marzo de 2019       | 1LAK09          | 3.12                 |
| 10 | «Last Lesson»                                | Mark Tonderai               | Liz Heldens & Joy Blake        | 11 de marzo de 2019       | 1LAK10          | 3.05                 |

### Emisión en español
En España, la temporada estrenó el 11 de febrero de 2019 en FOX. En Latinoamérica, estrenó el 29 de marzo de 2019 en Fox Premium Series. España tiene la opción de audiencias, esto debido a que es única región, en cambio Latinoamérica, no la posee por ser multiregión.
| N.º | Título en español                                                                      | Fecha de emisión en España | Fecha de emisión en Latinoamérica                                        | Audiencias en España (millones) |
| --- | -------------------------------------------------------------------------------------- | -------------------------- | ------------------------------------------------------------------------ | ------------------------------- |
| 1   | «Piloto»(ES/LA)                                                                        | 11 de febrero de 2019      | 29 de marzo de 2019 (Fox Premium Series)8 de abril de 2019 (Fox Channel) | 0.118                           |
| 2   | «Me debes un unicornio»(ES/LA)                                                         | 18 de febrero de 2019      | 5 de abril de 2019 (Fox Premium Series)                                  | 0.094                           |
| 3   | «Eso no debería haberte pasado a ti»(ES) «Eso jamás te debió haber ocurrido»(LA)       | 25 de febrero de 2019      | 12 de abril de 2019 (Fox Premium Series)                                 | 0.079                           |
| 4   | «De quien es esa sangre?»(ES/LA)                                                       | 4 de marzo de 2019         | 19 de abril de 2019 (Fox Premium Series)                                 | 0.092                           |
| 5   | «Cómo piensas huir del fin del mundo?»(ES) «Cómo vas a escapar del fin del mundo?»(LA) | 11 de marzo de 2019        | 26 de abril de 2019 (Fox Premium Series)                                 | 0.079                           |
| 6   | «Quiero saber como eres»(ES) «Quiero saber qué sabor tienes»(LA)                       | 18 de marzo de 2019        | 3 de mayo de 2019 (Fox Premium Series)                                   | 0.050                           |
| 7   | «Eres como el sol»(ES/LA)                                                              | 25 de marzo de 2019        | 10 de mayo de 2019 (Fox Premium Series)                                  | 0.082                           |
| 8   | «Ya no eres esa chica»(ES/LA)                                                          | 1 de abril de 2019         | 17 de mayo de 2019 (Fox Premium Series)                                  | 0.046                           |
| 9   | «Quédate en la luz»(ES/LA)                                                             | 8 de abril de 2019         | 24 de mayo de 2019 (Fox Premium Series)                                  | 0.063                           |
| 10  | «Última lección»(ES/LA)                                                                | 8 de abril de 2019         | 31 de mayo de 2019 (Fox Premium Series)                                  | 0.061                           |

## Producción

### Desarrollo
El 11 de noviembre de 2016, se anunció que FOX tenía un compromiso de producción de un episodio piloto basado en la trilogía de libros de The Passage, fue escrito por Liz Heldens, por lo que se le acredita la creación de la serie. El 26 de enero de 2017, se anunció que FOX ordenó la producción de un episodio piloto. El piloto fue dirigido por Marcos Siega. El 5 de mayo de 2017, se dio a conocer que FOX pidió un segundo guion ya que era un posible pedido de media temporada. El 8 de agosto de 2017, se anunció que el piloto no terminaba de convencer a FOX, por lo estaban considerando rehacer el piloto, el presidente de Fox Entertainment, David Madden, dijo:
"Hay muchas cosas que nos encantaron sobre eso. Hubo algunas cosas que sentimos que necesitábamos explorar más, con la posibilidad de volver a filmar el piloto, ya no lo vemos como una opción para esta temporada, lo estamos viendo como un opción para el otoño de 2018, pero las partes que funcionaron fueron fantásticas, y lo vemos como un prospecto realmente sólido".
El 8 de febrero de 2018, se anunció que se rehízo el piloto, con Jason Ensler como director, realizaron cambios creativos. Como parte de los cambios creativos, las historias de tres personajes del piloto original, Alicia Donadio, Peter Jaxon y Sarah Fisher, fueron eliminadas, y los actores que los interpretaron salieron del proyecto. El 8 de mayo de 2018, se anunció que el segundo piloto convenció a FOX y se ordenó como una serie. Debido a que el piloto final tiene contenido de los dos pilotos realizados, ambos directores de los mismos son acreditados en la versión final. El 23 de octubre de 2018, se anunció que la serie se estrenaría el 14 de enero de 2019.

### Casting
El 1 de junio de 2017, se anunció que Mark-Paul Gosselaar, Saniyya Sidney, Genesis Rodriguez, Brianne Howey, BJ Britt y Jennifer Ferrin entraron al elenco principal del piloto. El 15 de junio de 2017, se anunció que Vincent Piazza se unió al elenco principal. El 8 de febrero de 2018, se anunció que debido a cambios creativos Genesis Rodriguez, BJ Britt y Jennifer Ferrin habían abandonado el proyecto. El 13 de febrero de 2018, se anunció que Jamie McShane y Caroline Chikezie se unieron al elenco principal. El 14 de febrero de 2018, se anunció que Emmanuelle Chriqui se unió al elenco principal.

## Lanzamiento

### Publicidad
El 14 de mayo de 2018 se lanzó el tráiler oficial de la serie. El 12 de julio de 2018, se lanzó el primer póster de la serie. El 23 de octubre de 2018, se lanzó el primer tráiler extendido.

### Distribución
En Reino Unido e Irlanda la serie se estrenó el 15 de enero de 2019 en FOX.
En España, se estrenó el 11 de febrero de 2019 en FOX. En Latinoamérica, se estrenó el 29 de marzo de 2019, en la APP de Fox Premium y en Fox Premium Series, y el 8 de abril de 2019 en Fox Channel.[cita requerida]

## Recepción

### Audiencias
| N.º | Título                                       | Fecha de emisión      | ÍA/CP (18–49) | Audiencia (millones) | DVR (18–49) | Audiencia DVR (millones) | Total (18–49) | Audiencia total (millones) |
| --- | -------------------------------------------- | --------------------- | ------------- | -------------------- | ----------- | ------------------------ | ------------- | -------------------------- |
| 1   | «Pilot»                                      | 14 de enero de 2019   | 1.3/6         | 5.23                 | 0.9         | 3.47                     | 2.2           | 8.70                       |
| 2   | «You Owe Me a Unicorn»                       | 21 de enero de 2019   | 1.0/5         | 4.23                 | 0.9         | 3.25                     | 1.9           | 7.56                       |
| 3   | «That Never Should Have Happened To You»     | 28 de enero de 2019   | 0.9/4         | 3.95                 | 0.8         | 2.80                     | 1.7           | 6.75                       |
| 4   | «Whose Blood is That?»                       | 4 de febrero de 2019  | 0.9/4         | 3.80                 | 0.9         | 2.99                     | 1.9           | 6.83                       |
| 5   | «How You Gonna Outrun The End of The World?» | 11 de febrero de 2019 | 0.9/4         | 3.66                 | 0.8         | 2.77                     | 1.7           | 6.43                       |
| 6   | «"I Want to Know What You Taste Like»        | 18 de febrero de 2019 | 0.9/4         | 3.51                 | 0.7         | 2.64                     | 1.6           | 6.15                       |
| 7   | «You Are Like the Sun»                       | 25 de febrero de 2019 | 0.8/4         | 3.30                 | 0.8         | 2.61                     | 1.6           | 5.91                       |
| 8   | «You Are Not That Girl Anymore»              | 4 de marzo de 2019    | 0.9/4         | 3.38                 | 0.7         | 2.61                     | 1.5           | 6.00                       |
| 9   | «Stay in the Light»                          | 11 de marzo de 2019   | 0.8/4         | 3.12                 | 0.6         | 2.17                     | 1.4           | 5.30                       |
| 10  | «Last Lesson»                                | 11 de marzo de 2019   | 0.7/3         | 3.05                 | 0.6         | 2.21                     | 1.3           | 5.27                       |